# Santa Fe Springs
Santa Fe Springs är en stad (city) i Los Angeles County, i delstaten Kalifornien, USA. Enligt United States Census Bureau har staden en folkmängd på 16 340 invånare (2011) och en landarea på 23 km².